# Renault Fuego
La Renault Fuego est un coupé à quatre places présenté lors du Salon de Genève en mars 1980 en remplacement des Renault 15 et 17.
Voiture au style emblématique du début des années 1980 en Europe, elle connaîtra une carrière plus longue et relativement plus de succès en Argentine.

## Historique

### Développement

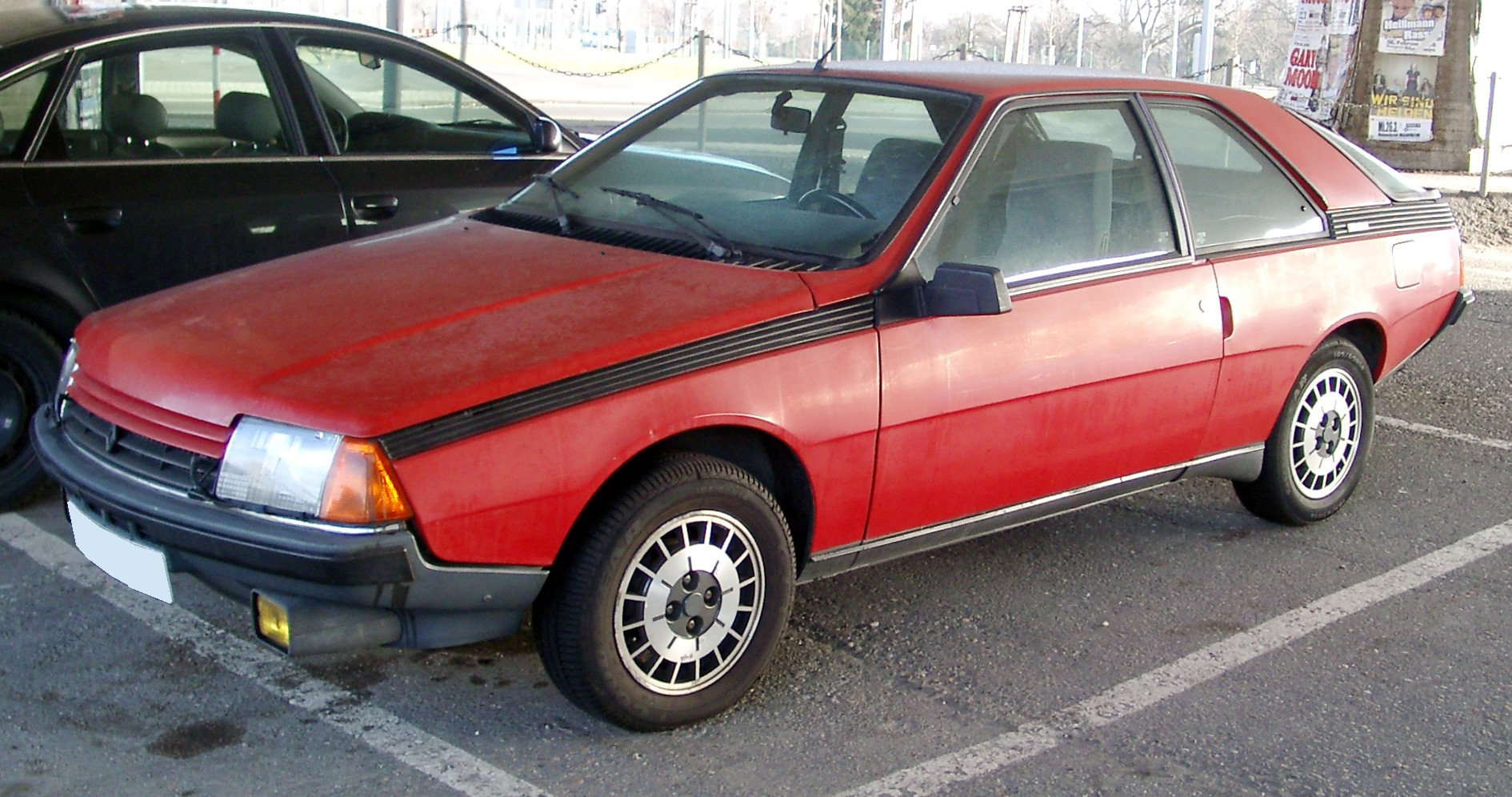
Renault Fuego modèle 1984-85

Les études de la Fuego débutent dès 1976 au centre Style de Renault dirigé par Robert Opron (père des Citroën SM et Citroën CX), sur la base des dessins de Michel Jardin. Elle utilise la plate-forme et de nombreuses pièces mécaniques de la Renault 18 étudiée et produite à la même époque, pour une économie de coût de production.
Ce coupé ne présente pas de différences techniques majeures par rapport à ses prédécesseurs mais introduit des lignes plutôt originales, plus arrondies et aérodynamiques (Cx de 0,34), avec en particulier un hayon bulle entièrement vitré et une bande noire latérale à cannelures, qui affine et dynamise la ligne.
La Fuego reprend les solutions techniques de la Renault 18 (traction, moteur longitudinal, essieu arrière rigide) et la plate-forme de la 18 break, mais le train avant à déport négatif provient de la Renault 20 diesel. Elle récupère donc une bonne partie du comportement routier de la 18. La Fuego abandonne aussi certaines avancées de sa devancière la 17 TS (qui était le haut de gamme de ce modèle), comme l'injection électronique ou les quatre freins à disque, ce qui lui vaudra quelques critiques lors de la présentation des premières versions TL/GTL.

### Lancement
Disposant à l'origine de motorisations peu sportives, la Fuego ne bénéficie pas d'un grand prestige et les ventes, parties très fort, déclinent rapidement notamment du fait des tarifs jugés assez élevés. Cela a été en France la cause principale du succès de la motorisation de base au détriment des versions plus puissantes. Au lancement, la version GTS et son « moteur Cléon-Alu » 1 647 cm3 de 96 ch est la plus puissante, accompagnée des TL et GTL dotées du « moteur Cléon-Fonte » 1 397 cm3 de 64 ch à boîte de vitesses à quatre rapports (cinq en option sur GTL). Le millésime 1981 voit l'apparition des « TX 2 Litres » et GTX avec le « moteur Douvrin » 1 995 cm3 de 110 ch. Le lancement de la version turbo diesel, avec le « moteur Douvrin » dans sa version diesel de 2 068 cm3 au millésime 1983 n'inverse pas la tendance. Pourtant, la Fuego Turbo D est le diesel le plus rapide du monde en octobre 1982 avec 175 km/h, mais les ventes ne se rétablissent pas pour autant. À partir de 1983 la version  GTL reçoit le moteur d'1,6 litre de la GTS dégonflé à 73 ch.

### Restylage
Pour le millésime 1984, la Fuego est restylée (phase 2) au niveau de la calandre, des pare-chocs, et reçoit un nouveau tableau de bord style « visière » (sauf pour les versions en conduite à droite). Mais la nouveauté la plus marquante est la version turbo essence qui reçoit un 1 565 cm3 de 132 ch. La Fuego peut enfin afficher une réelle sportivité, ce qu'elle ne manque pas de faire, étant équipé de jantes aluminium BBS « nid d'abeille », de quatre freins à disque, d'un intérieur tout velours, d'un ordinateur de bord à huit fonctions, de rétroviseurs électriques, d'une ouverture centralisée à télécommande infrarouge… Cette version est décorée de gros autocollants « TURBO » au bas des flancs et d'une vitrophanie (autocollant collé à l'intérieur) du même motif à la base de la bulle arrière. Mais il est trop tard pour contrer la progression sur le marché des GTI, et comme ses concurrentes, les Ford Capri et Opel Manta, sa production s'arrête à la fin du millésime 1985 et ne sera remplacé qu'en 1995 par la Mégane Coupé.
Les marchés d'export européens ont au cours de la carrière de la Fuego toujours connu un traitement de faveur : la TL était parfois remplacée par une TS peu équipée mais motorisée par le 1,6 litre, et avec la phase 2 une version 2,2 litres (2 165 cm3) de 116 ch a aussi existé.
Parmi les équipements notables, la Fuego a été la première voiture au monde à recevoir un système de télécommande sans clé avec centralisation, disponible depuis l’année-modèle 1983 (octobre 1982). Ce système a été inventé par le français Paul Lipschutz (d'où le nom de la télécommande PLIP utilisé en Europe) et fut plus tard répandu sur les autres modèles Renault.
La Renault Fuego a été produite à l’usine MCA à Maubeuge (Nord) en France du mois d’octobre 1979 à juin 1985 et à l’usine de Santa Isabel (Argentine) de mars 1982 à 1992. Les stocks ont été écoulés en Europe jusqu'en 1987. La production totale de Renault Fuego est de 265 367 exemplaires.

## Caractéristiques

### Chaîne cinématique

#### Motorisations
| Modèle et boîte                        | Production  | Moteur               | Cylindrée         | Puissance                     | Couple                 | 0 à 100 km/h | Vitesse maximale | Consommation et émissions de CO2 |
| -------------------------------------- | ----------- | -------------------- | ----------------- | ----------------------------- | ---------------------- | ------------ | ---------------- | -------------------------------- |
| Renault Fuego TL / GTL (boîte méca. 4) | 1980 - 1986 | 4 cylindres en ligne | 1 397 cm3 (1,4 L) | 47 kW (64 ch) à 5 500 tr/min  | 103 N m à 3 000 tr/min | 15 s         | 158 km/h         |                                  |
| Renault Fuego GTS (boîte méca. 5)      | 1980 - 1986 | 4 cylindres en ligne | 1 647 cm3 (1,6 L) | 71 kW (96 ch) à 5 500 tr/min  | 132 N m à 3 500 tr/min | 12,1 s       | 182 km/h         |                                  |
| Renault Fuego TX / GTX (boîte méca. 5) | 1980 - 1986 | 4 cylindres en ligne | 1 995 cm3 (2,0 L) | 81 kW (110 ch) à 5 500 tr/min | 163 N m à 3 000 tr/min | 11 s         | 190 km/h         |                                  |
| Renault Fuego Turbo (boîte méca. 5)    | 1983 - 1986 | 4 cylindres en ligne | 1 565 cm3 (1,6 L) | 97 kW (132 ch) à 5 500 tr/min | 200 N m à 3 000 tr/min | 9,9 s        | 200 km/h         |                                  |

| Modèle et boîte                       | Production  | Moteur               | Cylindrée         | Puissance                    | Couple                 | 0 à 100 km/h | Vitesse maximale | Consommation et émissions de CO2 |
| ------------------------------------- | ----------- | -------------------- | ----------------- | ---------------------------- | ---------------------- | ------------ | ---------------- | -------------------------------- |
| Renault Fuego Turbo D (boîte méca. 5) | 1982 - 1986 | 4 cylindres en ligne | 2 068 cm3 (2,0 L) | 65 kW (88 ch) à 4 000 tr/min | 181 N m à 2 000 tr/min | 13,2 s       | 175 km/h         |                                  |

## L’image de la Renault Fuego
Dans la fin de la décennie 1970 et le début de la décennie 1980, beaucoup de coupés de constructeurs généralistes (Opel Manta, Ford Capri, Lancia Beta, etc.) étaient vendus entre 50 et 60 % avec des motorisations de 1 300 cm3 à 1 600 cm3 (seulement 6 % pour les cylindrées supérieures à 2 000 cm3). La Renault Fuego était donc dans le bon segment du marché des coupés mais la sortie de la Volkswagen Golf et autre Peugeot 205 GTI (dessin classique mais moteur très puissant) a mis à mal la vente des coupés avec ces motorisations moyennes. Malgré cela, la Fuego fut le coupé le plus vendu en Europe en 1981 et le coupé Turbo Diesel le plus rapide au monde en 1983 avec 175 km/h en vitesse de pointe (selon la publicité Renault parue dans des journaux automobiles de cette année). Cette motorisation fut décriée à l’époque mais représente la majorité des ventes de coupés aujourd’hui[Quand ?].
Il a fallu attendre le millésime 1981 pour avoir une motorisation de 1 995 cm3 (110 ch) et un équipement cossu, et 1983 pour la version Turbo essence de 132 ch.
La comparaison par certains journaux avec la Porsche 924 (alors 40 % plus chère) en raison de la ressemblance esthétique alors qu’il s’agit de deux catégories différentes, a donné à la Fuego une image de « Porsche au rabais ». La mode de la personnalisation avec de gros kits de carrosserie de la fin des années 1980 sur des modèles d’occasion sous-motorisés n'a pas contribué à redorer son image. Si, dans certains films ou clips, elle est parfois tournée en dérision, notamment dans le film Qui a tué Pamela Rose ? de Kad et Olivier, la Renault Fuego (et ultérieurement la Renault 5 Turbo) fait aussi l'objet d'un hommage en 2021 avec un court métrage publicitaire de grande diffusion sur le thème de la nostalgie pour la voiture des années 1980 et intitulé « Renault Fuego, la plus belle pour aller danser... ». Un dénigrement qui ne s'opère qu'en France d’ailleurs, car elle est reconnue dans la catégorie « voiture de sport » en Allemagne (les modèles d’exportation étaient bien mieux équipés et motorisés que dans l’hexagone).

## La Renault Fuego dans le monde
Ce coupé a été vendu sur les cinq continents, puisque nous retrouvons aujourd’hui des collectionneurs de pays aussi éloignés que le Canada, l'Australie, les États-Unis, le Japon, la Nouvelle-Zélande… Il ne faut pas oublier sa présence dans les Antilles et la Réunion, en Europe et sur le continent américain.

### La Renault Fuego en Amérique du Nord
Fabriquées à l'usine MCA de Maubeuge, les premières Fuego arrivèrent aux États-Unis au printemps 1982. À cette époque, grâce à la nouvelle alliance avec le constructeur American Motors Corporation (AMC), les ventes des Renault étaient en progrès constant en utilisant le réseau de distribution d'AMC. Cette augmentation des ventes est surtout due à la Renault 5 appelée Le Car. Renault fabriqua à Kenosha (Wisconsin) des Renault 9 appelée Alliance, des Renault 11 appelée Encore, et exporta aussi des Renault 21 appelée Medallion ainsi que des Premier sur base de Renault 25 mais de conception 100% AMC. Cette dernière fut vendue sous la marque Eagle lors de la revente d’AMC en 1987.
Renault eut un succès d’estime plus précisément au Québec, mais le climat local était très dur pour tous ses modèles, cédant rapidement à la corrosion due au salage des routes. L'exportation de la Fuego s'arrêta à la fin du millésime 1985.
La Fuego modèle américain se reconnait grâce aux pare-chocs plus imposants avec amortisseurs intégrés absorbant un choc de moins de 8 km/h, des phares et des clignotants avant spécifiques ainsi qu'aux feux de position latéraux, selon les normes américaines. Toutes les versions sont catalysées d'où une puissance plus faible que les modèles européens.
La version Turbo reçoit de série des jantes alliage de type TRX, la climatisation et des décalcomanies « Turbo » latéraux. Le toit ouvrant électrique en toile, le verrouillage centralisé, les vitres avant électriques ainsi que l'intérieur cuir présentant un losange sur les sièges avant étaient en option.
En 1982 et 1983, était disponible la version 1,6 litre (1 647 cm3 à injection de 81 ch, cinq vitesses en boîte manuelle ou trois vitesses en boîte automatique) ainsi que la version Turbo (1 565 cm3 turbo à injection de 107 ch, cinq vitesses en boîte manuelle).
En 1984 et 1985, était disponible avec la phase 2 la version 2,2 litres (2 165 cm3 à injection, cinq vitesses en boîte manuelle ou trois vitesses en boîte automatique) ainsi que la version Turbo (1 565 cm3 turbo à injection de 107 ch, cinq vitesses en boîte manuelle).

### La Renault Fuego en Amérique du Sud

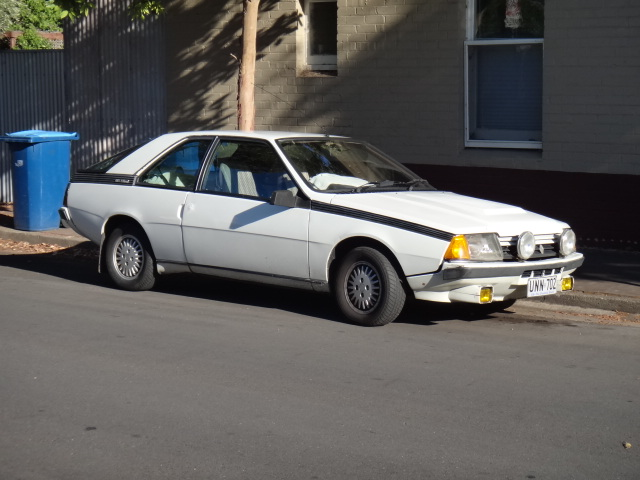
Renault Fuego GTX

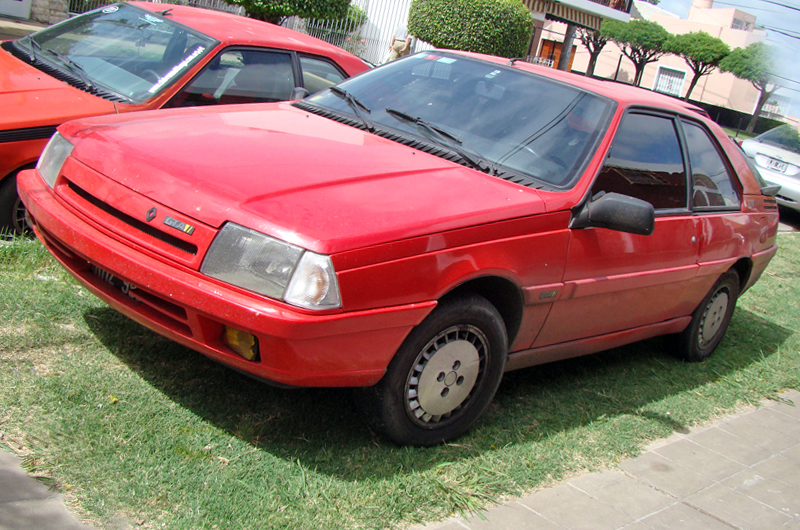
Renault Fuego GTA

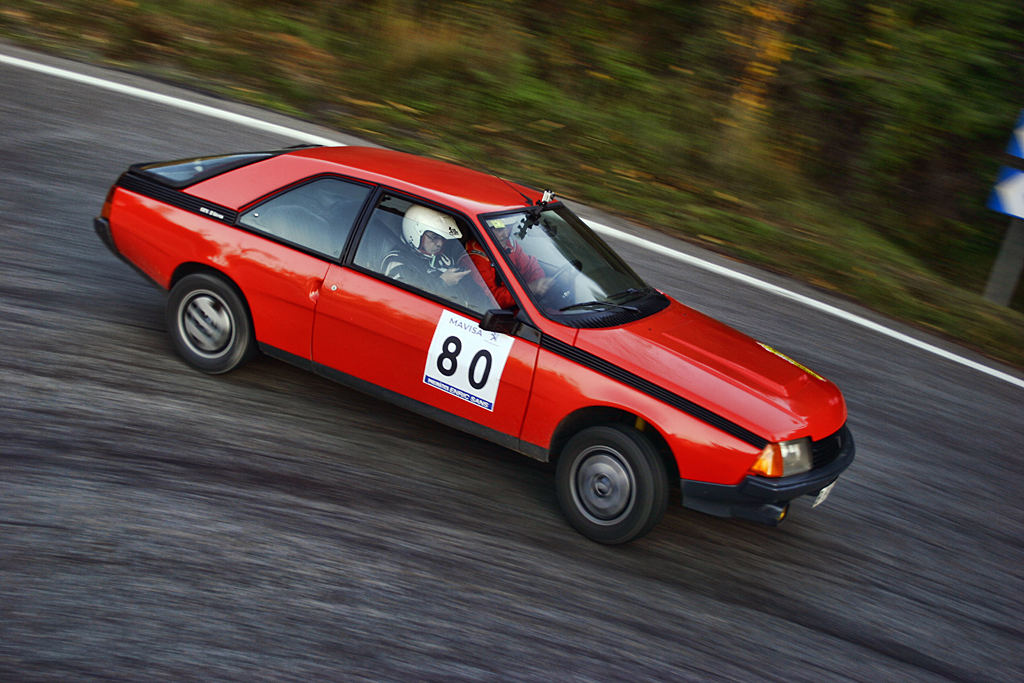
Renault Fuego GT Turbo (espagnole)

Renault Argentina SA a commencé la production de la Renault Fuego GTX en mars 1982, uniquement à l’usine Renault de Córdoba (Santa Isabel). La Fuego est considérée comme un modèle de « standing » en Argentine grâce à son équipement et aux courses de TC2000 dont elle fut victorieuse huit années consécutives de 1986 à 1993, pilotée par Juan Maria Traverso. Sa concurrente était la Ford Sierra XR4 Coupé, aussi bien sur les pistes que sur les routes.
De 1982 à 1985, on trouve la version GTX 2 litres avec un moteur de 1 995 cm3 de 103 ch, au début fabriquée en France. Puis le millésime 1986 introduit la GTX 2 litres II avec un intérieur de type phase 2, et avec la même motorisation que la version précédente. En 1987 et 1988, le moteur de 2 165 cm3 de 116 ch équipe la version GTX 2,2 litres, dotée de quatre freins à disques, de jantes aluminium et d'un ordinateur de bord huit fonctions. 
Pour les millésimes 1989-1990, une nouvelle ligne apparaît avec la version GTA redessinée par le designer Renault Alain Clenet. Il avait travaillé sur le style extérieur (pare-chocs avant et arrière, becquet arrière, disparition des baguettes latérales noires, moulures de protections le long de l'auto, nouveaux rétroviseurs, nouvelles jantes 14 pouces, custodes arrière gravées « FUEGO », feux arrière noirs et clignotants blancs) et intérieur (nouveaux sièges, commande de la radio au volant) pour reprendre le nouveau style de la Régie. Le moteur est toujours le 2,2 litres de 116 ch. C'est en 1991 et 1992 que Renault Argentina produit la version GTA MAX équipée d'un nouveau moteur 2,2 litres de 123 ch, de sièges en velours (cuir en option), de la climatisation, d'un nouveau volant et d'un troisième feu stop intégré au becquet arrière.
À l’arrêt de la fabrication, en 1992, 19 352 Fuego auront été produites à l’usine de Santa Isabel.

## Les versions spéciales

### Les versions cabriolets
Heuliez créa un prototype de Fuego Cabriolet sur la base de la version Turbo pour le marché américain, mais cette version n'eut pas de suite. Elle fut présentée en octobre 1982 au Salon de Paris. Ce prototype a été vendu pour la somme de 10 722 € le 7 juillet 2012 lors du Mans Classic, au circuit du Mans, par la société de vente aux enchères Artcurial. Ce véhicule fut vendu sans carte grise.
Quelques particuliers ont aussi modifié des Fuego :
- Axel Einfeldt, en Allemagne, a créé douze Fuego Cabriolet[9] à l’époque (capote en toile, châssis et montants de pare-brise renforcé) ;
- J3C, en France, a aussi créé un modèle cabriolet à deux places[10] en 1994 avec hard-top, sellerie et carrosserie spécifique ainsi qu’un moteur V6 Turbo

Il existe aussi des versions préparées, certaines avec des moteurs de 2 litres turbo.

### Les versions de compétition

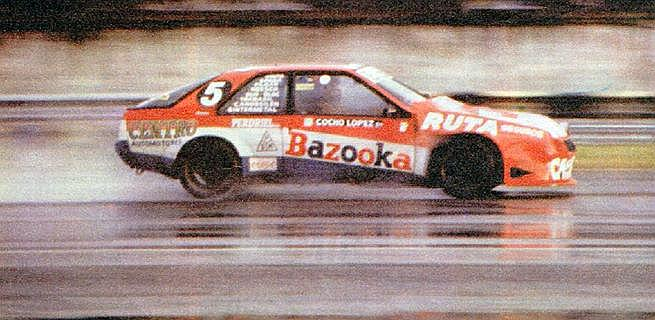
La Renault Fuego d'Osvaldo López, durant le championnat TC2000 de 1988.

- les courses du championnat de France de SuperProduction :
  - 1981, pilotée par Philippe Haezebrouck ;
  - 1982, pilotée par Jacky Haran, Marc Carnevalé et Pierre de Thoisy ;
  - 1983, pilotée par Pierre de Thoisy (Il remporta l’épreuve de Croix-en-Ternois).
- la Fuego 4×4 du Paris-Dakar :
  - 1983, no 171, pilotée par Georges Houel ;
  - 1984, no 198, pilotée par Georges Houel et copilotée par Jean-Loup Chrétien dans une Renault Fuego 4×4 Turbo[11] ;
  - 1984, rallye de l’Atlas pilotée par Georges Houel en Renault Fuego 4×4 Turbo.
- les courses de Tourisme en Argentine, où elle s'impose à 8 reprises consécutives de 1986 à 1993 dans le TC2000 (es) (le championnat argentin pour voitures de tourisme 2-Litre, 9 ensuite pour Ford), dont 6 titres attribués à Juan María Traverso (1986, 1988, 1990, 1991, 1992 et 1993), pilote par ailleurs vainqueur du TC avec Chevrolet.
- les courses de côte et rallycross par des particuliers.

## Dans la culture populaire
Il existe plus de 250 articles publiés dans les magazines et journaux français et étrangers, d’hier et aujourd’hui qui expliquent généralement que la Fuego était une auto confortable et pratique, assez bien équipée (exception pour la version TL).
Au cinéma, nous l’apercevons dans plusieurs James Bond (Dangereusement vôtre, Golden Eye, Demain ne meurt jamais), et dans quelques films français (La Boum, La Balance, Recto/Verso, Peau neuve, Le Gendarme et les Gendarmettes…) et surtout dans Mais qui a tué Pamela Rose de Kad et Olivier ; dans ce film, l’inspecteur Bullit joué par Kad Merad est l’heureux propriétaire d’une Fuego GTL bleue qu’il qualifie de « voiture de collection de prestige » ; la Fuego a toujours fait partie des sketchs de Kad et Olivier puisque dans La Grosse Émission, sur Comédie, il y avait une saynète nommée le « fuego-go » où l’invité du jour devait soit répondre à des questions soit chanter à l’intérieur de la Fuego.
Dans la série K 2000, épisode 18 de la saison 1 L’or des Aztèques, Michaël Knight arrêta une Fuego Turbo rouge pour pouvoir récupérer KITT car celui-ci lui avait été volé ; c’est donc grâce à une Fuego que Michaël a pu retrouver les voleurs.
Dans la série Magnum épisode 9 de la saison 4 Vision, l’animatrice de radio roule en Fuego ; il y a donc eu au moins une Renault Fuego présente à Hawaii.
Dans le film Un jour sans fin (1993) avec Bill Murray et Andie MacDowell, on voit une Fuego plusieurs fois, lorsque Bill croise l'agent en assurance.
Dans la série Caméra Café, Jean-Claude Convenant possède une Fuego rouge et blanche Starsky et Hutch en mauvais état. Il finira par la brûler pour éviter sa vente apprenant au dernier moment que l'acheteur est le neveu du Président. Dans un autre épisode, on apprend que c'est à son volant qu'il a renversé Christian, un homme qui menait une existence jusqu'alors paisible et avait tout pour réussir, et que cet accident a ruiné la vie de ce dernier et l'a amené à en être là aujourd'hui, à savoir un clochard qui dort dans les toilettes de la boîte. Le SDF, n'ayant jamais vu le conducteur, et berné par Convenant (qui lui explique qu'il avait bien une Fuego mais de couleur jaune), ne sait pas qu'il a le responsable de sa situation en face de lui, et lui raconte son passif et réclame vengeance. Il finira assommé par le commercial qui craint que cette histoire s'ébruite (cela pouvant l'amener à avoir de graves ennuis) et s'est senti agressé par Christian.
Dans le film chilien No de Pablo Larrain (2012), le héros, jeune publicitaire talentueux qui dirige la communication de la campagne du « non » au plébiscite organisé par le général Pinochet, conduit une Renault Fuego. Au cours d'une tentative d'intimidation, des partisans du « oui » affiliés au pouvoir, la taguent de slogans hostiles. Elle sert aussi de refuge au héros accompagné de son fils, lorsqu'un meeting dégénère à la suite de l'intervention de la police.
Dans le film argentin Mar del Plata de Ionathan Klajman et Sebastian Dietsch (2013), deux amis, en situation de rupture sentimentale, partent en week-end à Mar del Plata au volant d'une Renault Fuego rouge. Plusieurs surprises les attendent : rencontre d'une ex de l'adolescence, coup de foudre à la plage… La voiture est un élément important du décor ; la banquette arrière est par exemple le siège des ébats d'un des héros avec sa conquête d'un soir.
Dans le film argentin Muerte en Buenos Aires de Natalia Meta (2014), l'inspecteur Chavez mène l'enquête au volant d'une Renault Fuego rouge. Elle se montre utile lors des opérations de filature. Le héros nous gratifie en outre de quelques dérapages.
Dans la série Chérif, on peut voir que Kader et Stéphane, son ami d'enfance, imitaient Starsky & Hutch avec une Fuego rouge (S3E5).
Dans le film Le Petit Spirou (2016), la Renault Fuego est la voiture du professeur de sport, Monsieur Mégot.
On retrouve aussi une Fuego GTL dans quelques plans du clip Fireball de Synapson.
Une Fuego est visible dans les premiers plans du clip "Claudine" du groupe de rock néo-zélandais The Bats.

## Les clubs
Malgré un marché de vente de coupés de constructeurs généralistes qui se réduisait rapidement à cause de l’effet GTI, la Renault Fuego a connu un succès d’estime, surtout pour les versions haut de gamme. Aujourd’hui encore, cette voiture a un certain nombre d'aficionados. Il existe désormais des clubs Renault Fuego dans plusieurs pays qui s’occupent d’organiser des manifestations et de tenir des stands lors de salons rétro-mobiles.
- France : Club Fuego France[13]
- Allemagne : Club Fuego Freunde[9]
- Espagne : Renault Fuego Club[14]
- Argentine : Club Renault Fuego Argentina[15]